# Queen's Park (Metropolitano de Londres)

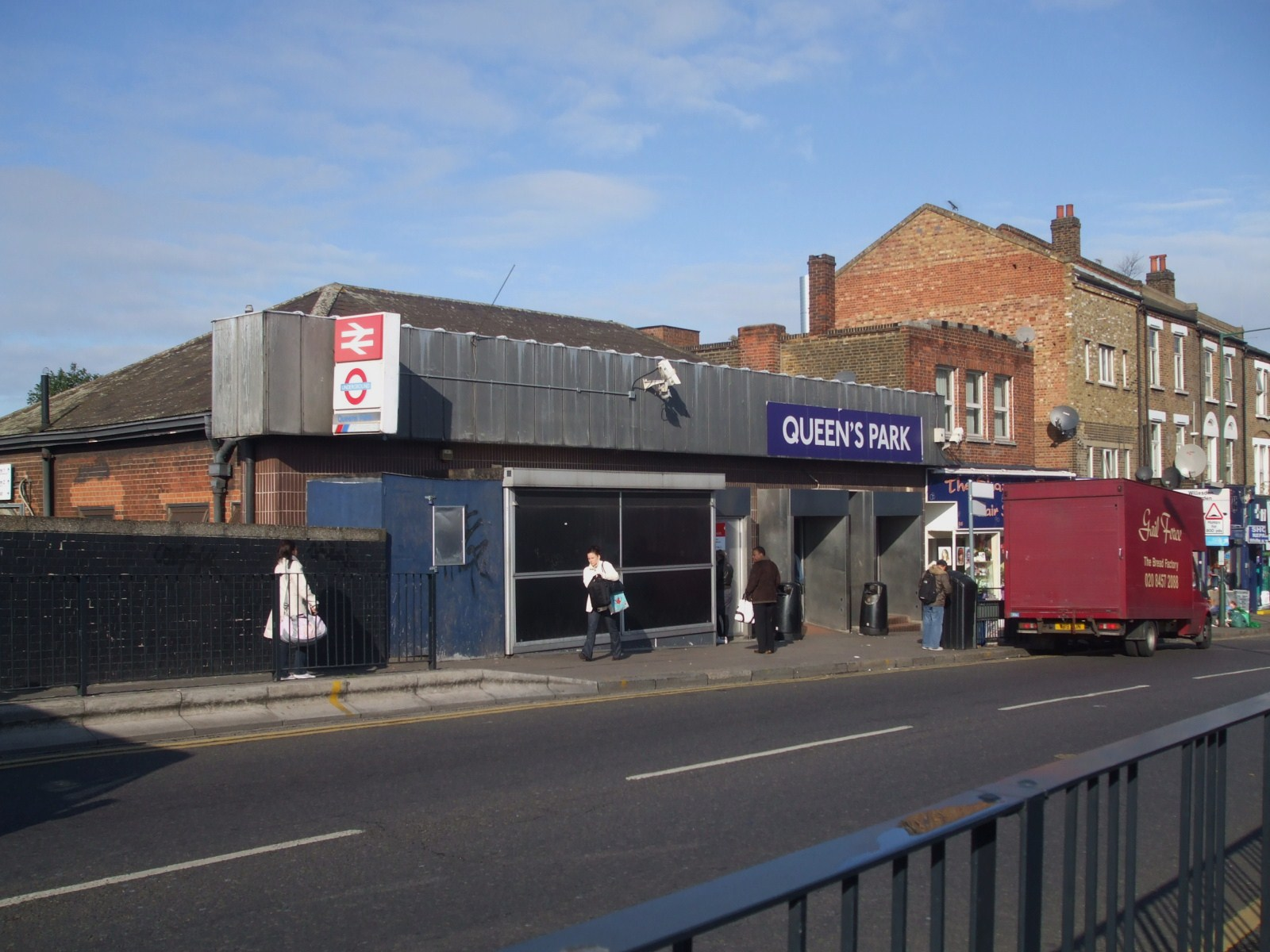
Entrada da estação

Queen's Park é uma estação de intercâmbio na Watford DC line e na Bakerloo line servida pelo London Overground e pelo Metropolitano de Londres. Fica na Bakerloo line. Fica no extremo sul da Salusbury Road, perto do canto sudeste do parque público cuja área agora conhecida como Queens Park recebeu seu nome moderno. A estação está na Zona 2 do Travelcard.

## História
A estação foi inaugurada pela London and North Western Railway (LNWR) em 2 de junho de 1879, na linha principal de Londres a Birmingham.

## Conexões
As rotas dos ônibus de Londres 6, 36, 187, 206 e 316 servem a estação.